# Gruppo dell'aeschynite
Il gruppo dell'aeschynite è un gruppo di minerali con formula generale AD2O6 con:
- A occupato da ittrio (Y), terre rare (REE), rame (Ca), uranio (U), torio (Th)
- B occupato da niobio (Nb), tantalio (Ta) o titanio (Ti)[2]

I minerali del gruppo dell'aeschynite cristallizzano secondo il sistema ortorombico con gruppo spaziale Pnmb. In generale i componenti di questo gruppo appartengono alla famiglia minerale degli "ossidi e idrossidi" con una struttura di tipo "fluorite".

## Minerali del gruppo dell'aeschynite
- Aeschynite-(Ce)
- Aeschynite-(Nd)
- Aeschynite-(Y)
- Nioboaeschynite-(Ce)
- Nioboaeschynite-(Nd)
- Nioboaeschynite-(Y)
- Rynersonite
- Tantalaeschynite-(Y)
- Vigezzite